# Phoradendron tetracarpum
Phoradendron tetracarpum är en sandelträdsväxtart som beskrevs av Kuijt. Phoradendron tetracarpum ingår i släktet Phoradendron och familjen sandelträdsväxter. Inga underarter finns listade i Catalogue of Life.